# Neocladura americana
Neocladura americana là một loài ruồi trong họ Limoniidae. Chúng phân bố ở miền Tân bắc.